# Сенчило-Стефановский, Алексей Фролович
Алексей Фролович Сенчило-Стефановский (1808, Нежин, Российская империя —  [22] августа 1861, Киев, Российская империя) — украинский художник, иконописец, учитель рисования, сотрудник Временной комиссии для разбора древних актов в Киеве.

## Биография
Алексей Фролович Сенчило-Стефановский родился в городе Нежин (ныне в Черниговской области Украины). Отец семейства Флор Степанович Сенчило (или Синчилло, как они позже стали себя именовать) принял решение перевести семью в Киев. Флор уже был известен своими росписями церквей, поэтому его сразу приняли в иконописный цех. Алексей Фролович пошел по стопам отца и поступил туда же. Спустя пару лет он сдал экзамены в Петербургской Академии Художеств и был удостоен звания учителя рисования уездных училищ. После чего вернулся в Киев в качестве учителя рисования и чистописания.
Писатель Василий Барщевский вспоминал на склоне лет о своем учителе:

  «Он приносил в класс много картинок, на которых были изображены: руки, глаза, нос, до головы включительно. Каждый ученик брал себе одну из них, по своему желанию, для снятия копий. Вскоре выдворялся порядок и наступала образцовая тишина. В это время Г.Сенчило брал в руки карандаш, садился рядом с одним из учеников класса и объяснял все приемы для снятия верной копии с изображенной на картонке части человеческого тела, рисовал он без устали, переходя от одного ученика к другому… Он уверенно выравнивал почерк каждого из нас и утверждал, что по почерку письма можно знать даже характер. С нами, детьми, он обращался не как учитель известного предмета, а как ремесленник или художник. И мы старались с особым рвением выполнять то хорошее, на что он нам так искренне указывал».

В свидетельстве городской думы, выданном 20 июля 1838 года было указано, что Сенчило «с самого малолетства себя не приспособил ни к какому торгового промысла, а учился живописному и рисовальному совершенству».
Помимо своей педагогической работы, Алексей Сенчило-Стефановский продолжил дело отца. Одни из самых известных его работ были росписи Подолских церквей: Николы Притиска и Николая Набережного, которые были выполнены с таким техническим мастерством, что сохранились до сегодняшнего дня. Известно также, что он был привлечен к проекту нового иконостаса Кресто-Воздвиженской церкви на Кожемяках (1844) с обязанностями выполнения столярных работ, росписи храма.

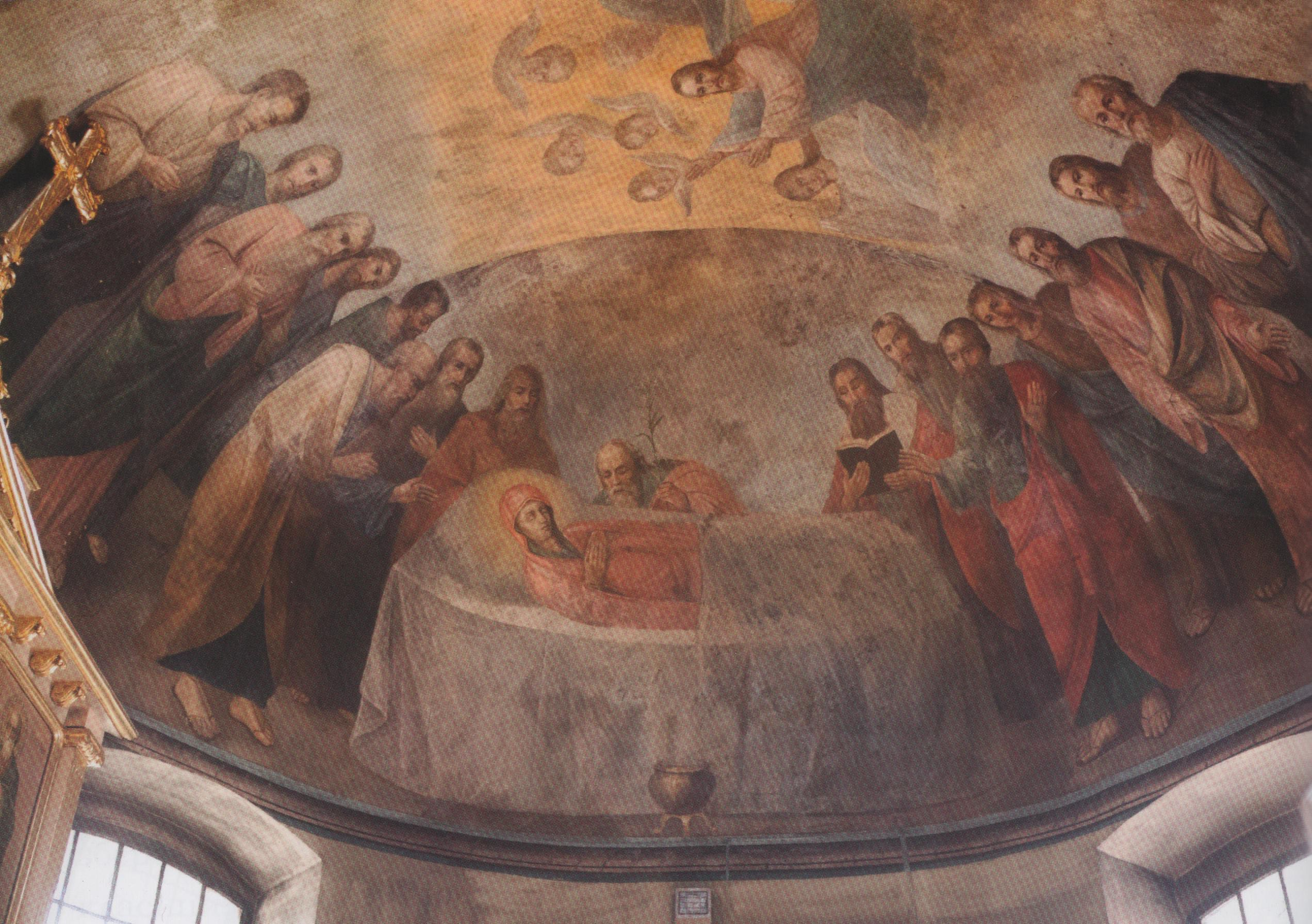
Церковь Николы Набережного роспись

Алексей Сенчило поселился прямо под сенью знаменитого собора на Андреевском спуске в доме под номером 32, который был снесен в 1982, к празднованию 1500-летия Киева. Тогда сносили все нелицеприятные здания. Долгое время на этом месте был пустырь, но в середине 10-х годов XXI века, в глубине участка появился особняк, а позже построили дом «под старину», который выходит прямо на Андреевский спуск.
Алексей Сенчило умер в 1861 и был похоронен на Щекавицком кладбище, а усадьба перешла по наследству к его племяннику Михаилу.

## История дружбы с Тарасом Шевченко
В 1843 году Алексей Фролович, благодаря своему соседу, украинскому писателю Пантелеймону Кулишу, познакомился с приехавшим из Петербурга Тарасом Шевченко и в течение нескольких дней водил его по Киеву, показывая достопримечательности города, поразившие воображение поэта. А уже следующим летом, по направлению Археографической комиссии, Шевченко и Сенчило отправились на раскопки скифского кургана Перепятиха, расположенного неподалёку от города Василькова. Алексей Сенчило работал тогда над иллюстрациями для будущего альбома, а Тарас Григорьевич делал этнографические наброски и собирал фольклорный материал.
Фрагмент из роскошного фолианта «Древности», изданным Временной комиссией для разбора Древних Актов в 1846 году:

«Комиссия, через одного из своих членов, ординарного профессора Иванишева, исследовала все четыре кургана, указанных в грамоте князя Андрея Боголюбского. Великая могила и курган на Невесёловском поле остались неприкосновенными; курган Перепетовка был разрываем любопытными, но разрытие ограничивалось только небольшою частью верхней оболочки; курган Перепетов найден срытым до основания, и только остались насыпи, его окружающие. Народное предание говорит, что в незапамятные времена в окрестностях Киева жил предводитель неведомого народа Перепет. Однажды, услышав о приближении неприятеля к своим областям, он собрал войско и, оставив жене управление, отправился против неприятеля. Жена долго не получала никаких известий, наконец увидела сон, предвещавший погибель её мужа. Чтоб спасти супруга или отомстить за его смерть, она собрала дружину и отправилась по следам мужа. Рано утром, когда туман покрывал поля, она встречает
какое-то войско. Приняв его за неприятельское, убившее её мужа и истребившее его дружины, она нападает с яростию и, в первом пылу битвы, убивает своего мужа. После битвы, узнав свою ошибку, жена Перепета с отчаяния сама лишила себя жизни. Дружины насыпали над их телами две высокие могилы и назвали одну из них Перепетом, другую Перепетовкою».

Вернувшись в Киев Шевченко поселился и Козьеболотском переулке (ныне Переулок Тараса Шевченко). Друзья встречались чуть ли не каждый день. Тогда же Тарас Григорьевич познакомился и с оригинальной городской личностью — франтом и «карбонарием сороковых годов», историком Виктором Аскоченским.
Увиделись вновь старые приятели лишь после многолетней ссылки Шевченко, когда Тарас Григорьевич смог вновь приехать в Киев. Поэт остановился и прожил несколько дней у Алексея Фроловича. Уже из Петербурга, в 1860 году, за год до смерти, Шевченко прислал Сенчило вышедший «Кобзарь» с трогательной надписью, а также изданный им «Букварь» для распространения в воскресных школах.

## Работы

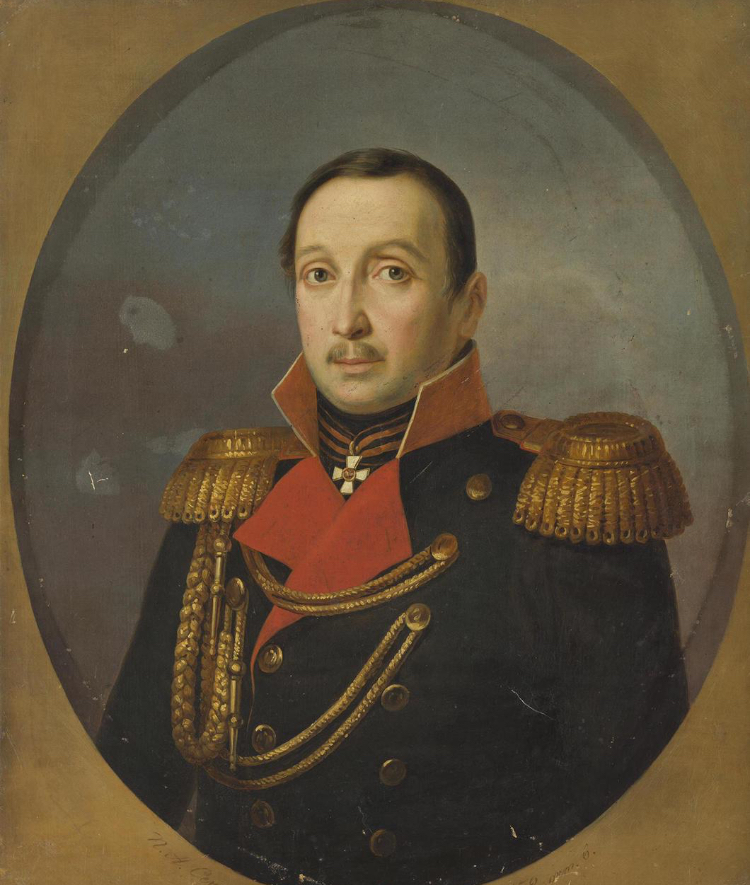
Портрет неизвестного генерала

- «Портрет неизвестного генерала» был создан в 1850 году, сейчас выставляется в Эрмитаже
- Наружный вид кургана Перепятиха. А. Сенчило-Стефановский 1846 г.

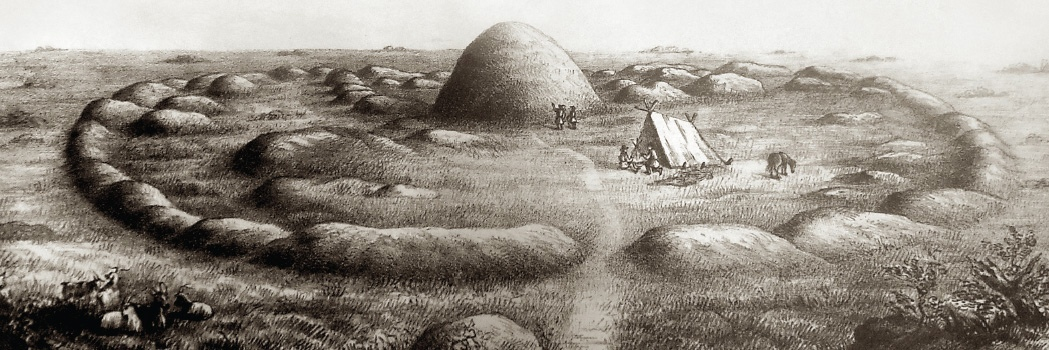
Наружный вид кургана Перепятиха.

- Дно кургана Перепятиха в горизонтальном разрезе. А. Сенчило-Стефановский 1846 г.

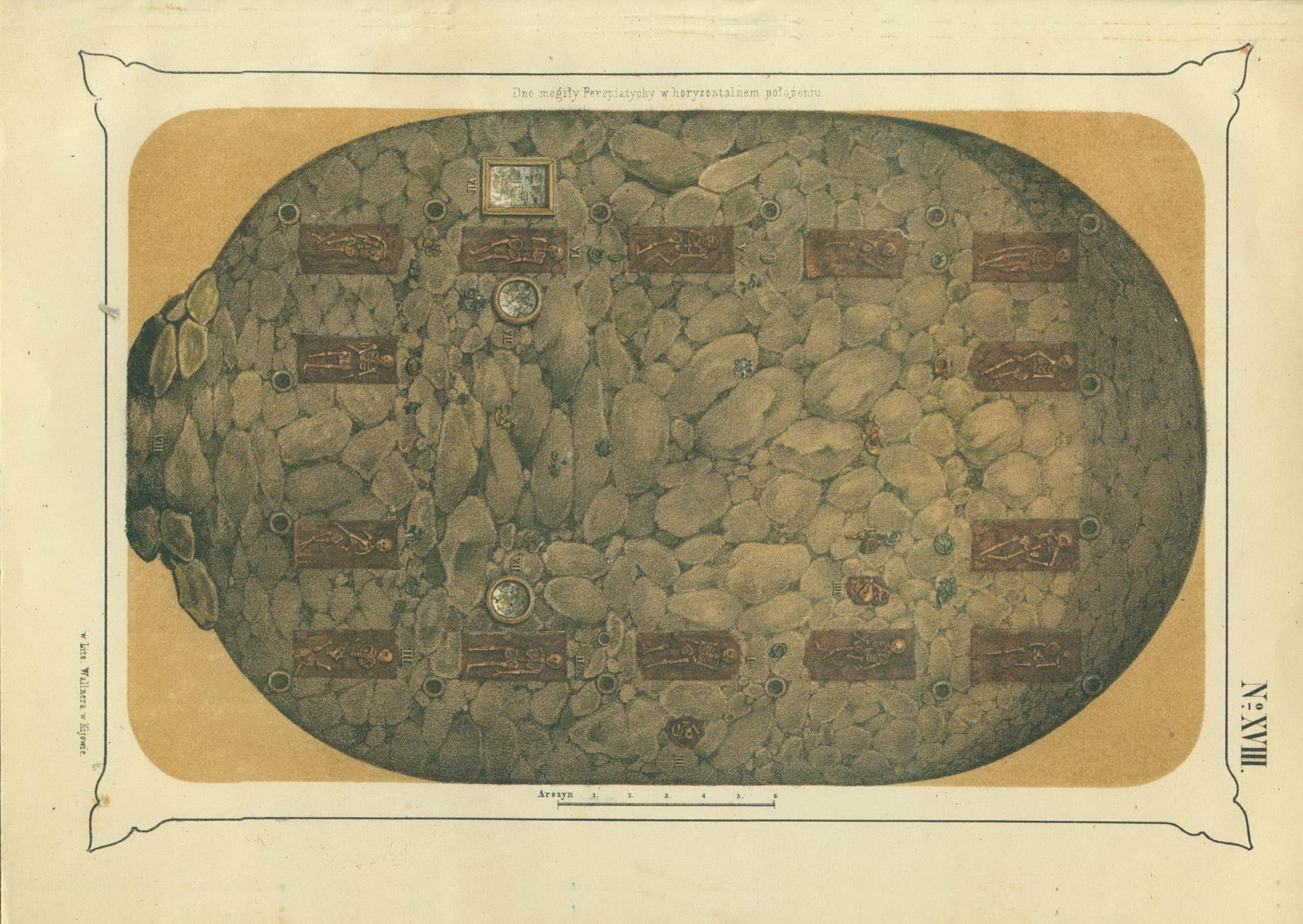
Дно кургана Перепятиха в горизонтальном разрезе. А. Сенчило-Стефановский 1846 г.

- Мониста из кургана Перепятиха А. Сенчило-Стефановский 1846 г.

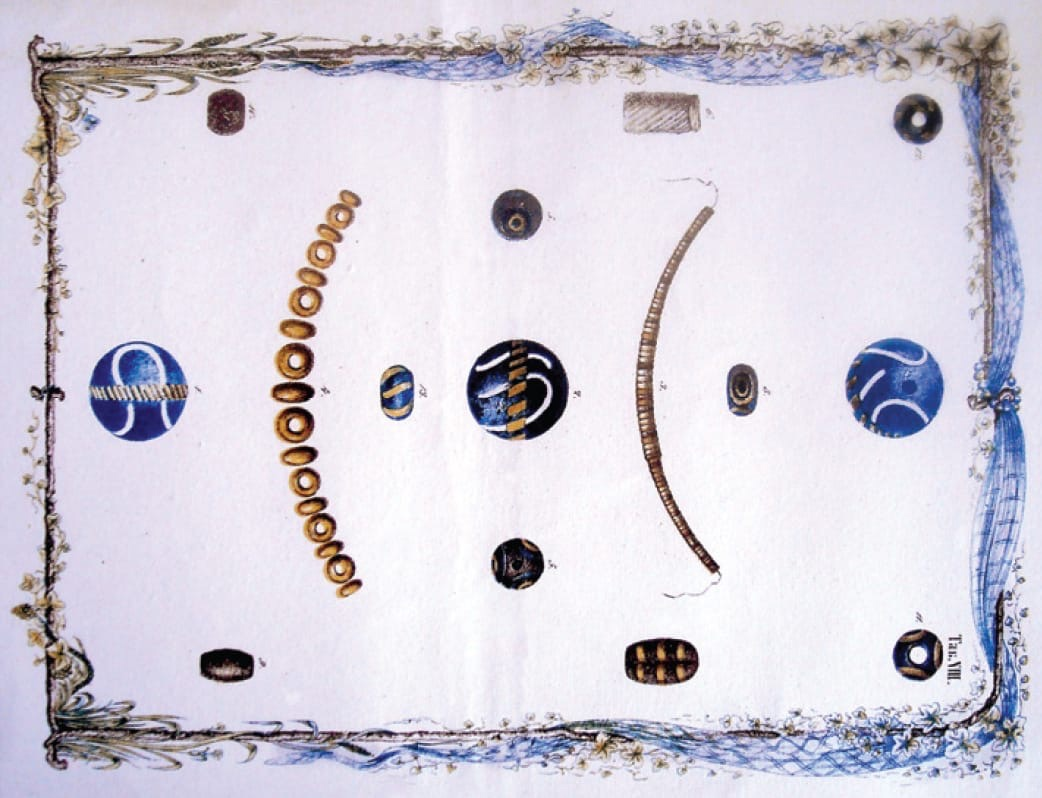
Мониста из кургана Перепятиха А. Сенчило-Стефановский 1846 г.

## Семья
- отец Фрол Степанович Сенчило-Стефановский (неизвестно-1829)
  - Алексей Фролович Сенчило-Стефановский(1808—1861)
  - брат Кирилл Фролович Сенчило-Стефановский
    - Михаил Кириллович Сенчило-Стефановский
      - Дарина Михайловна Сенчило-Стефановская (1890—1862)
        - Якутович, Вячеслав Петрович (1906—1965)
          - Якутович, Георгий Вячеславович (1930—2000)
            - Якутович, Сергей Георгиевич (1952—2017)